# 方便的陪跑友
《方便的陪跑友》是以四格漫畫形式創作的日本漫畫。《Manga Time Kirara》2023年3月號至5月號客串連載，2023年6月號正式連載。在2024年下一部人氣漫畫大賞被提名。

## 故事
講述發現宿舍室友輝子正在和被她稱為「跑友」的女孩子卿卿我我的女高中生珠海在沒有搞懂「跑友」到底是什麼意思的情況下順水推舟地就和輝子約好了成為她的「跑友」後的故事。

## 登場人物
久留真珠海
極度怕生的女高中生。輝子的室友。在不知道「跑友」的意義下自告奮勇要求成為輝子的「跑友」。
濱薔薇輝子
女高中生。辣妹。珠海的室友。
金琥珀
珠海的同班同學。暱稱是「琥珀」。
金琥學姐
琥珀的姐姐。輝子的前「跑友」。

## 出版書籍
| 冊數 | 芳文社         | 芳文社                 |
| 冊數 | 發售日期       | ISBN                   |
| ---- | -------------- | ---------------------- |
| 1    | 2023年12月26日 | ISBN 978-4-8322-9516-2 |
| 2    | 2024年10月25日 | ISBN 978-4-8322-9585-8 |